# سیارک ۶۰۳

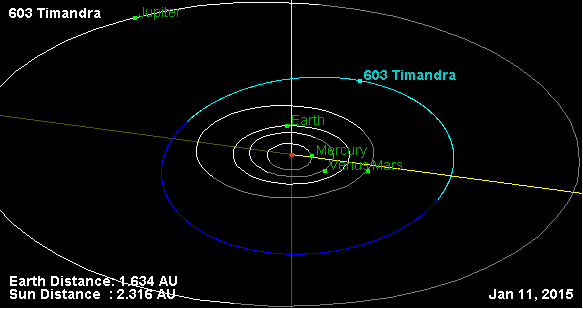
نمایی از محل قرارگیری سیارک ۶۰۳ در مدار - ۲۰۱۵

سیارک ۶۰۳ (به انگلیسی: 603 Timandra، نامگذاری:1906TJ) ششصد و سومین سیارک کشف شده‌است که در ۱۶ فوریه ۱۹۰۶ کشف شد.
قدر مطلق سیارک برابر ۱۲٫۱۰ است.